# Libanius monocanthus
Libanius monocanthus är en kräftdjursart som först beskrevs av Vanhoeffen 1914.  Libanius monocanthus ingår i släktet Libanius och familjen Colletteidae. Inga underarter finns listade i Catalogue of Life.